# Växtpatologi
Växtpatologi, även fytopatologi, är läran om växtsjukdomar orsakade av patogener (sjukdomsalstrare) och miljöfaktorer - de mekanismer som gör att sjukdomar uppstår, interaktioner mellan patogener och växt, samt vilka faktorer eller kontrollåtgärder som förhindrar eller begränsar skadeverkningarna. Växtpatogena organismer finns bland svampar, protister (bland annat oomyceter) bakterier, fytoplasma, virus, viroider, nematoder och parasitiska växter. Skador som orsakas av insekter, människor eller andra större djur räknas vanligen inte hit .
Växtsjukdomar orsakar årligen stora skördeförluster . För att motverka sjukdomar och få en trygg livsmedelsproduktion är det viktigt att identifiera orsaken till sjukdomen och förstå varför den uppstått. Vissa sjukdomar ger karaktäristiska symptom som möjliggör snabb detektion, medan andra är betydligt svårare att diagnosticera. Sjukdomar kan motverkas eller bekämpas genom anpassning av odlingssystemet, val av mindre känsliga eller resistenta växtsorter, kemisk bekämpning, biologisk bekämpning eller genom att flera av dessa åtgärder kombineras. Växtpatologer studerar även resistens mot växtskyddsmedel hos sjukdomsalstrarna.

## Växtsjukdomar
Några  exempel på växtsjukdomar är:
- Fruktträdskräfta
- Gråmögel (Botrytis cinerea)
- Gurkbladmögel (Pseudoperonospora cubensis)
- Klumprotsjuka (orsakad av Plasmodiophora brassicae)
- Lökbladmögel (Peronospora destructor)
- Mjöldryga
- Monilia
- Potatisbladmögel
- Skorv
- Svartrost (Puccinia graminis)
- Torrfläcksjuka
- Vinbladmögel (Plasmopara viticola)
- Vinmjöldagg (Erysiphe necator)